# 趙似
趙 似（ちょう じ、1084年 - 1106年）は、北宋の神宗の十三男。哲宗の同母弟で、母は賢妃朱氏（後の欽成太后）。

## 経歴
元豊6年12月（西暦で1084年）に生まれ、元豊7年12月（西暦で1085年）に和国公に封ぜられた。元豊8年（1085年）4月、兄の哲宗により普寧郡王に封ぜられた。紹聖5年（1098年）3月、簡王に進封された。
元符3年（1100年）に哲宗が崩じた際、嗣子がなかったので、章惇は哲宗の同母弟の趙似を推薦したが、皇太后向氏が「神宗の息子はみな同格、そんな必要があるのか」と言って反対した。同年3月、帝位を継いだ兄の徽宗により蔡王に再進封された。
同年9月、徽宗から権力を奪おうとしていると疑惑を持たれ、徽宗に向かって謝罪し、赦免された。崇寧5年（1106年）3月、失意のうちに薨去した。大観元年（1107年）1月、楚王の位を追贈され、「栄憲」と諡された。

## 家族
靖康の変の後、以下に記されている人物はいずれも金に連行された。
- 息子：趙有恭。永寧郡王に封ぜられた。『三朝北盟会編』（1162年完成）によると、同書の頃まで金で健在であったという。
- 息子の正室：林氏
- 息子の側室：陳氏、羅氏
- 3人の孫娘（趙有恭の息女）

## 伝記資料
- 『宋史』
- 『宋会要輯稿』
- 『曾公遺録』